# Hochplauensches Wasserhaus

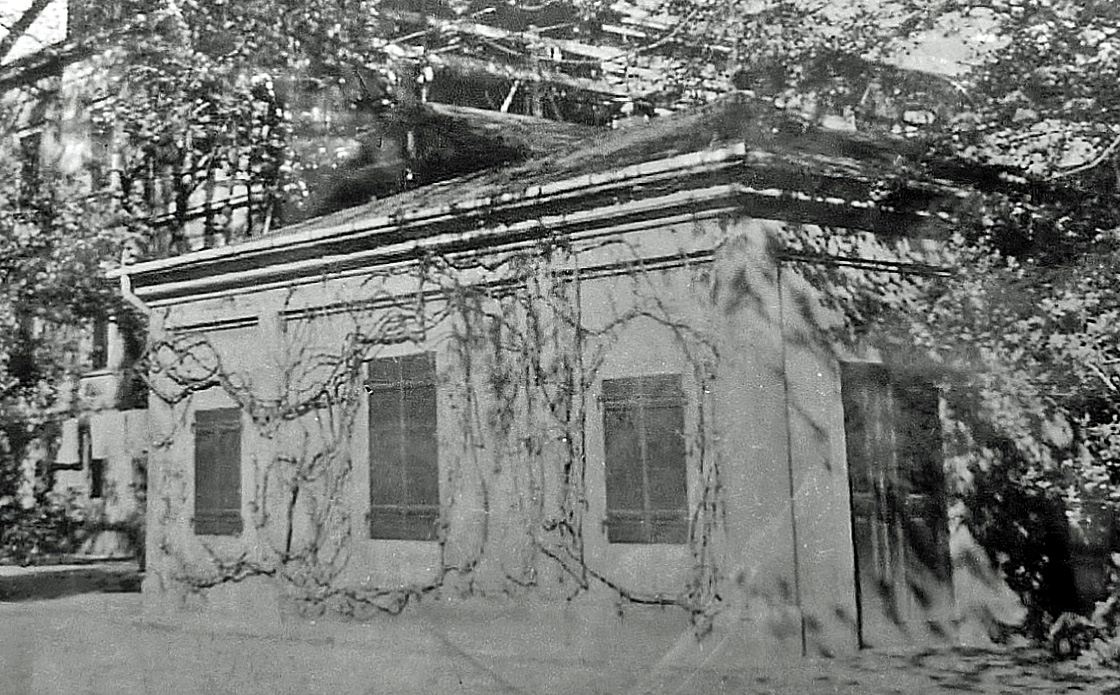
Ehemaliges Hochplauensches Wasserhaus

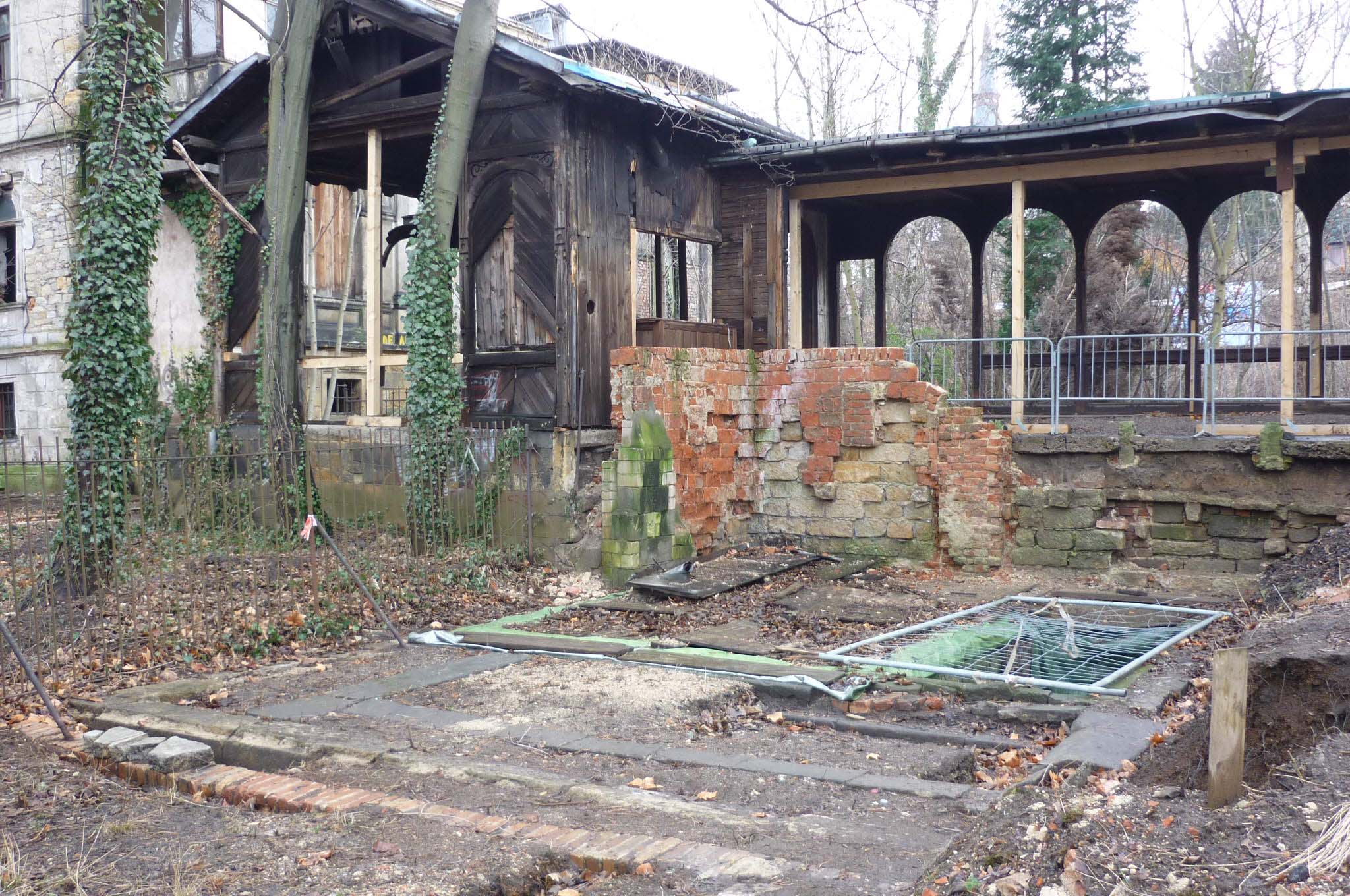
Fundamente des Hochplauenschen Wasserhauses vor dem ruinösen Gartenpavillon der Bienert-Villa (2012)

Das Hochplauensche Wasserhaus war ein Gebäude in Plauen b. Dresden zur Fassung und Reinigung des Wassers aus dem Mühlgraben der Bienertmühle zur Weiterleitung mittels hölzerner Röhren (Rohre) als sogenanntes Röhrwasser in die Stadt Dresden. Neben dem hochplauenschen Röhrwasser gab es auch noch das mittel- und niederplauensche Röhrwasser, das aus dem Weißeritzmühlgraben an der ehemaligen Walkmühle entnommen und weitergeleitet wurde.
Das erste Wasser wurde im 15. Jahrhundert von Franziskanern in ihren Konvent geleitet. Unter Herzog Moritz von Sachsen baute der Festungsbaumeister Caspar Vogt von Wierandt 1542 eine hölzerne Röhrfahrt (Hochplauensche Wasserleitung) von Plauen bis zum Altmarkt in Dresden. Im Jahr 1589 gab es bereits 22 Röhrfahrten.
Eine spezielle Röhrfahrt, die sogenannte „eiserne Zwingerröhre“, wurde 1720 auf Befehl des Kurfürsten Friedrich August I. als Zweigleitung der Hochplauenschen Röhrfahrt für die Versorgung der Wasserspiele im Zwinger gebaut.
Das Hochplauensche Wasserhaus wurde mehrmals verändert und erneuert, der letzte Umbau erfolgte 1862, als drei Wasserfänge mit entsprechender Absperr- und Filtertechnik versehen wurden. Das Wasserhaus wurde noch im 20. Jahrhundert genutzt, verfiel aber in den 1980er-Jahren und wurde abgerissen.
Durch Untersuchungen des WIMAD e. V. Dresden wurden die noch vorhandenen Fundamente wiederentdeckt.

## Belege
1. ↑  Blätter zur Wassergeschichte – Blatt 3: Das hochplauensche Wasserhaus. (PDF; 2,6 MB) WIMAD e. V., abgerufen am 6. August 2013.
2. ↑  Lars Herrmann: Plauen. In: dresdner-stadtteile.de. Archiviert vom Original (nicht mehr online verfügbar) am 6. Oktober 2014; abgerufen am 6. August 2013.

Koordinaten: 51° 1′ 44,6″ N, 13° 42′ 6,2″ O